# Vallonia (Indiana)
 (juillet 2025).
Vallonia est une census-designated place située dans le comté de Jackson, dans l’État de l'Indiana, aux États-Unis. Lors du recensement de 2020, elle compte 379 habitants.